# Бабарико Віктор Дмитрович
Віктор Дмитрович Бабарико (біл. Бабарыка Віктар Дзьмітрыевіч, Babaryka Viktar Dźmitryjevič; нар. 9 листопада 1963, Мінськ) — білоруський банкір і політик.

## Життєпис
1988 року закінчив механіко-математичний факультет Білоруського університету. Трудову діяльність починав у НВО порошкової металургії, звідки пішов 1995 року з посади начальника відділу зовнішньоекономічних зв'язків. Того ж року закінчив Академію управління при Кабінеті міністрів Білорусі, а через п'ять років — магістратуру Білоруського економічного університету.
У банківській системі Білорусі працював з 1995 року. Головою правління «Белгазпромбанка» став у липні 2000 року. У 2008 році отримав диплом Комісії Республіки Білорусь у справах ЮНЕСКО «за великий внесок у розвиток міжнародних культурних зв'язків». 2014 — почесне звання «Меценат культури Білорусі». Кращий керівник 2016 року і топменеджер 2018 року за версією банківської премії «Банк року».
2018 року за ініціативи Бабарика «Белгазпромбанк» профінансував видання 15 000 примірників п'ятитомника Світлани Алексієвич для передачі їх у дар білоруським бібліотекам. Також за його сприяння в Білорусь повернули картини Марка Шагала та оригінал Біблії Скорини.

## Політика
12 травня 2020 року подав заявку на участь у виборах президента Білорусі.
20 травня зареєстрував другу за розміром ініціативну групу, до якої ввійшли 8 904 людини. На кінець травня в інтернет-опитуваннях Бабарико посідав перше місце з 50 % голосів. Такі результати призвели до заборон передвиборних опитувань на сайтах.
27 травня Бабарико заявив, що вдалось зібрати понад 50 000 підписів. 2 червня заявили про 100 000 підписів.

## Розслідування
18 червня 2020 Бабарика затримали, приводом назвали несплату податків і легалізацію незаконно отриманих доходів. 20 червня йому висунули звинувачення, не називаючи публічно статтю. Адвокат кандидата Дмитро Лаєвський пояснив, що Бабарико перебуває в СІЗО КДБ.
22 червня заарештували сина Віктора Едуарда Бабарика, йому та батькові обрали запобіжний захід у вигляді утримання під вартою.
14 липня ЦВК Білорусі вирішив не допускати Бабарика кандидатом у президенти на виборах 2020 року, причиною в ЦВК назвали «незадекларовану власність в офшорах». 24 липня Бабарику пред'явили нове обвинувачення: у дачі та отриманні хабара.
6 липня 2021 року білоруський суд призначив Бабариці покарання у вигляді 14 років позбавлення волі. Його звинуватили в отриманні незаконних доходів і наявності незадекларованої власності в офшорах, а також у дачі та отриманні хабара.

## Політична позиція
Бабарико підтримує білоруський політичний нейтралітет, виступає за вихід Білорусі з ОДКБ.
Про історичну роль Росії він сказав так: «З моменту становлення сильного Московського князівства в кінці XVII ст., почалося розмиття литвинського гена Великого князівства Литовського, який ми носили в собі. Це справедливо і для України. Генетичний матеріал Білорусі та України був сильно розбавлений переселенцями зі Сходу».

## Родина
Дружина Марина. Діти: син Едуард і дочка Марія. 15 серпня 2017 року його дружина загинула на Мадейрі під час дайвінгу.
У липні 2023 року Едуарда Бабаріко засудили до 8 років колонії.